# Ignacio Suárez
Ignacio Nahuel Suárez Ferreira (Paysandú, 5 febbraio 2002) è un calciatore uruguaiano, portiere del Nacional.

## Carriera

### Club
Suárez è cresciuto nel settore giovanile del Nacional, con cui ha debuttato il 29 ottobre 2023 nell'incontro di Copa Uruguay vinto 4-0 contro il Potencia. Il 20 novembre seguente ha esordito anche in Primera División Profesional de Uruguay nell'incontro pareggiato 1-1 contro il Fénix.

### Nazionale
Ha giocato con le nazionali giovanili uruguaiane Under-17 ed Under-23.

## Statistiche

### Presenze e reti nei club
Statistiche aggiornate al 29 aprile 2024.
| Stagione        | Squadra         | Campionato      | Campionato | Campionato | Coppe nazionali | Coppe nazionali | Coppe nazionali | Coppe continentali | Coppe continentali | Coppe continentali | Altre coppe | Altre coppe | Altre coppe | Totale | Totale | Totale |
| Stagione        | Squadra         | Comp            | Pres       | Reti       | Comp            | Pres            | Reti            | Comp               | Pres               | Reti               | Comp        | Pres        | Reti        | Pres   | Reti   |        |
| --------------- | --------------- | --------------- | ---------- | ---------- | --------------- | --------------- | --------------- | ------------------ | ------------------ | ------------------ | ----------- | ----------- | ----------- | ------ | ------ | ------ |
| 2023            | Nacional        | PD              | 5          | -3         | CU              | 1               | 0               | CL                 | 0                  | 0                  |             | -           | -           | 6      | -3     |        |
| 2024            | Nacional        | PD              | 2          | 0          | CU              | 0               | 0               | CL                 | 0                  | 0                  |             | -           | -           | 2      | 0      |        |
| Totale carriera | Totale carriera | Totale carriera | 7          | -3         |                 | 1               | 0               |                    | 0                  | 0                  |             | -           | -           | 8      | -3     |        |

## Palmarès

### Club

#### Competizioni nazionali
- Supercopa Uruguaya: 1

Nacional: 2025